# Hiltgunt Zassenhaus
Hiltgunt Margret Zassenhaus (10 de julio de 1916 - 20 de noviembre de 2004) fue una filóloga alemana que trabajó como intérprete en Hamburgo, Alemania, durante la Segunda Guerra Mundial, y más tarde como médico en los Estados Unidos. Fue honrada por sus esfuerzos para ayudar a los prisioneros en la Alemania nazi durante la Segunda Guerra Mundial. 

## Primeros años
Hiltgunt Zassenhaus nació en Hamburgo, hija de Julius H. y de Margret Ziegler Zassenhaus. Su padre era un historiador y director de escuela que perdió su trabajo cuando el régimen nazi llegó al poder en 1933. Sus hermanos fueron el matemático Hans (conocido por el lema de la mariposa y el grupo de Zassenhaus), y los médicos Günther y Willfried. 
Después de unas vacaciones en bicicleta por Dinamarca en 1933, decidió estudiar filología, especializándose en los idiomas escandinavos. Se graduó de la Universidad de Hamburgo con un título en noruego y danés en 1939 y continuó sus estudios de idiomas en la Universidad de Copenhague. 

## Segunda Guerra Mundial
En otoño de 1940, Zassenhaus trabajó como intérprete en la oficina alemana para la censura de la correspondencia. Renunció a este trabajo en 1942 y comenzó a estudiar medicina en Hamburgo. Más tarde, en 1942, el fiscal de Hamburgo le pidió que censurara las cartas hacia y desde los prisioneros noruegos en el Zuchthaus en Fuhlsbüttel, Hamburgo. Inicialmente se negó, pero después de más presiones, aceptó con la condición de que se le permitiera trabajar de forma independiente. En lugar de censurar el correo, agregaba mensajes instando a los destinatarios a enviar comida o ropa de abrigo.
De acuerdo con las reglas de la prisión alemana, a los prisioneros se les permitía recibir visitas regulares, y los sacerdotes noruegos en Hamburgo estaban autorizados a visitar a los prisioneros en nombre de sus familias. Fue asignada para interpretar y vigilar a los sacerdotes durante sus visitas. Más tarde, también hizo de intérprete para sacerdotes y prisioneros daneses. Comenzó a contrabandear alimentos, medicinas y material de escritura. Para ello, se valió de la sospecha de las autoridades de que, debido a su posición en el Departamento de Justicia, era miembro de la Gestapo. 
Hacia el final de la guerra, los prisioneros fueron trasladados a varias cárceles de toda Alemania, y las visitas a más de 1000 prisioneros escandinavos repartidos en 52 cárceles requirieron largos viajes. Mantuvo sus propios registros para hacer un seguimiento de dónde estaban los prisioneros. Estos archivos fueron muy importantes para la posterior evacuación de los Autobuses Blancos en 1945.
Con la guerra en Europa llegando a su fin, tuvo conocimiento del "Día X", la fecha en la que todos los prisioneros políticos debían ser asesinados. Transmitió su información y sus archivos de ubicaciones de prisioneros a la Cruz Roja o al conde sueco Bernadotte. Se negoció un trato, y 1200 prisioneros escandinavos fueron liberados y transportados fuera de Alemania. 
Zassenhaus escribió sobre sus experiencias durante la guerra en su libro de 1947 titulado Halt Wacht im Dunkel. Una traducción al inglés, Walls, se publicó en 1974. En 1978, apareció en una serie de televisión británica llamada Women in Courage sobre cuatro mujeres que desafiaron a los nazis. Fue producido por Peter Morley, él mismo un refugiado alemán. Las otras mujeres eran Maria Rutkiewicz, una mujer polaca; Sigrid Helliesen Lund, una noruega; y Mary Lindell, una mujer británica.

## Años posteriores y muerte
Después de la guerra, Zassenhaus no pudo completar sus estudios en la Universidad de Hamburgo debido al daño infligido en la ciudad. Como a los alemanes se les había prohibido entrar en Dinamarca, en 1947 se introdujo clandestinamente al país en un camión de pescado.
Posteriormente, el parlamento danés aprobó una ley especial para legitimar su inmigración. Continuó sus estudios de medicina en la Universidad de Bergen, donde terminó la primera parte del curso, y finalmente se graduó como médico en la Universidad de Copenhague. Emigró a Baltimore en 1952, donde trabajó como médico en ejercicio. 
Hiltgunt Zassenhaus murió el 20 de noviembre de 2004, a la edad de 88 años.

## Reconocimientos
Zassenhaus es la única persona de Alemania condecorada con la Real Orden Noruega de San Olav por sus actividades durante la Segunda Guerra Mundial. También recibió la Medalla de la Cruz Roja, la Orden Danesa del Dannebrog, la Bundesverdienstkreuz alemana, y la Cruz Británica de la Orden del Mérito. En 1974, el gobierno noruego la nominó para el Premio Nobel de la Paz.